# Menècrates de Siracusa
Menècrates (en grec antic Μενεκράτης, Menekrátes) va néixer a Siracusa al segle iv aC. Va ser metge i taumaturg a la cort de Filip II de Macedònia (359 aC a 336 aC), i s'atribuïa poders divins. S'anomenava Zeus a si mateix. Claudi Elià diu que va enviar al rei Filip una carta que deia: "A Filip. Menècrates-Zeus et desitja que siguis feliç". Filip va contestar amb una altra: "Filip a Menècrates: que tinguis salut. T'aconsello que viatgis a la regió d'Anticira". En aquesta ciutat de Grècia hi creixia una planta, l'el·lèbor, que se suposava que era un remei per la bogeria. Altres autors confirmen que Menècrates deia que era un déu.
Encara que sembla que era un bon metge, va quedar en ridícul quan un dia Filip el va convidar a un banquet amb molts altres convidats que van tenir els millors menjars, mentre a ell només se li va donar encens i libacions per la seva "condició divina"; primer s'ho va prendre com a broma, però en veure que no se li oferia menjar, va abandonar la reunió.
Les seves habilitats residien en la curació dels epilèptics. Als qui sanava els obligava a entrar en el seu seguici i els donava honors i dignitats de déus, i pelegrinaven per diversos països.